# سميث هارت
سميث هارت (بالإنجليزية: Smith Hart)‏ (11 نوفمبر 1948 - 2 يوليو 2017)، هو مصارع كندي أمريكي محترف. يُعرف أيضاً باسم ستو هارت. وهو مسجل لدى دبليو دبليو إي وهو من عائلة هارت الكندية المعروفة في مجال المصارعة، إذ أنه الشقيق الأكبر للمصارع الراحل أوين هارت والمصارع بريت هارت.

## الوفاة
تُوفي سميث هارت في نيويورك في 2 يوليو 2017 بعد معاناة طويلة مع مرض سرطان البروستاتا.

## روابط خارجية
- سميث هارت على موقع IMDb (الإنجليزية)
- سميث هارت على موقع CageMatch worker (الإنجليزية)

- الملف الشخصي على موقع دبليو دبليو إي في أرشيف الإنترنت(أرشفت في  يوليو 17, 2015)
- سميث هارت على موقع عالم المصارعة أون لاين
- مقابلة تلفزيونية مع سميث هارت